# サンターガタ・ボロニェーゼ
サンターガタ・ボロニェーゼ（伊: Sant'Agata Bolognese）は、イタリア共和国エミリア＝ロマーニャ州ボローニャ県にある、人口約7,300人の基礎自治体（コムーネ）。
高級自動車メーカー・ランボルギーニの本拠地である。

## 名称
地名は、キリスト教の聖女である聖アガタ（サンターガタ）にちなむ。
標準イタリア語以外では以下の名称を持つ。
- エミリア語ボローニャ方言 (it) : Sant'Ègata
- エミリア語ボローニャ西部方言 (it) : Sant'Èghete

## 地理

### 位置・広がり
ボローニャ県の北西部に所在する。モデナの東約17km、州都・県都ボローニャの北西約25km、フェラーラの南西約43kmに位置する。
なお、フェラーリの本社のあるマラネッロ（モデナ県）は、サンターガタ・ボロニェーゼから南西へ約26kmの距離にある。

#### 隣接コムーネ
隣接するコムーネは以下の通り。MOはモデナ県所属。
- クレヴァルコーレ - 北
- サン・ジョヴァンニ・イン・ペルシチェート - 東
- カステルフランコ・エミーリア (MO) - 南西
- ノナントラ (MO) - 西

### 気候分類・地震分類
サンターガタ・ボロニェーゼにおけるイタリアの気候分類 (it) および度日は、zona E, 2187 GGである。
また、イタリアの地震リスク階級 (it) では、zona 3 (sismicità bassa) に分類される。

## 行政

### 自治体連合
サンターガタ・ボロニェーゼは、自治体連合 (it) である Unione Terre d'Acqua に参加している。

## 文化・観光・施設
高級自動車メーカー・ランボルギーニの本拠地である。ランボルギーニミュージアム（ランボルギーニ博物館）も当地にある。